# Mohammad-Reza Gharaei Ashtiani
Mohammad-Reza Gharaei Ashtiani (em persa: محمدرضا قرایی آشتیانی  ; nascido em 1960) é um oficial militar iraniano que serviu como vice-chefe do Estado-Maior das Forças Armadas Iranianas desde 28 de agosto de 2024. Ashtiani foi ex- ministro da defesa do Irã e foi empossado em 25 de agosto de 2021, substituindo general de brigada Amir Hatami, que ocupava o cargo desde 2017.
Devido às suas ligações aos veículos aéreos não tripulados (VANTs) da Rússia e à indústria de defesa iraniana, Ashtiani foi sancionado pelo Departamento do Tesouro dos Estados Unidos.

## Carreira militar
Ashtiani foi promovido a Vice-Chefe do Estado-Maior das Forças Armadas da República Islâmica do Irã (Artesh) em 2 de julho de 2019, após um decreto do Líder Supremo Ali Khamenei. Ele foi escolhido para ser Ministro da Defesa pelo Presidente Ebrahim Raisi e assumiu o cargo em 25 de agosto de 2021.[carece de fontes?]

## Ministro da Defesa

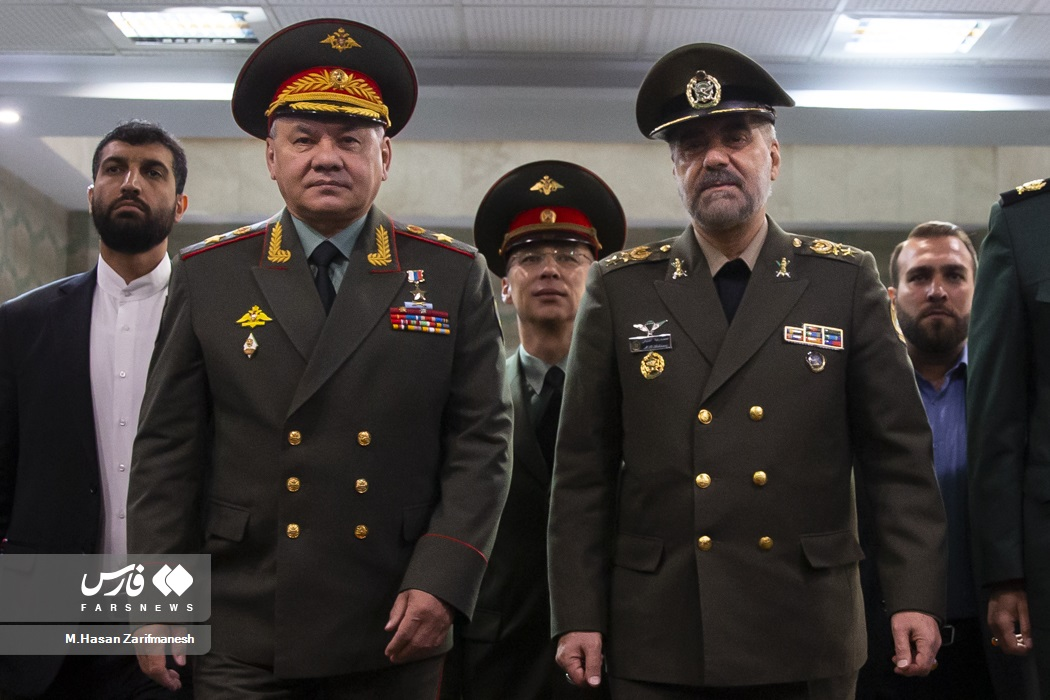
Ashtiani com o Ministro da Defesa russo Sergei Shoigu em Teerã, 20 de setembro de 2023

A escolha de Ashtiani para o cargo foi favorecida pelo ministro cessante Amir Hatami, que chamou Ashtiani de "melhor candidato" para o cargo. Ashtiani disse que priorizaria a exportação de vários produtos de defesa para outros países.

## Sanções
Em 31 de maio de 2024, Ashtiani foi colocado em uma lista de sanções pelo Conselho da UE. Ele é acusado de facilitar e fornecer apoio material à guerra da Rússia contra a Ucrânia, fornecendo armamento iraniano, nomeadamente veículos aéreos não tripulados (VANT), às Forças Armadas da Rússia.